# Équipe du Burkina Faso masculine de handball
Dernière mise à jour : 11 mai 2021.
L'équipe du Burkina Faso masculine de handball est la sélection nationale représentant le Burkina Faso dans les compétitions internationales masculines de handball. 
Les Burkinabés terminent à la douzième place du Championnat d'Afrique des nations de handball masculin 2012 et à la neuvième et dernière place des Jeux africains de 2019.